# Hans Knötzsch
Hans Knötzsch (* 13. Oktober 1923 in Leipzig; † 1. August 1996 in Berlin) war ein deutscher Regisseur, Schauspieler und Drehbuchautor.

## Leben
Knötzsch studierte nach seinem Abitur an der Hochschule für Musik in Leipzig. Sein erstes Engagement hatte er 1947 in Chemnitz danach arbeitete er 4 Jahre in Plauen. Nach seiner Arbeit in Plauen schauspielerte er im neu eröffneten Theater in Putbus, in dem er auch das erste Mal als Regisseur arbeitete. 1957 führte ihn seine Arbeit nach Berlin, wo er als Hörspielregisseur arbeitete. Sein Talent zeigte er aber erst beim Deutschen Fernsehfunk, dort arbeitete er über 30 Jahre als Schauspieler und Regisseur. Er war mit der Schauspielerin Eva-Maria Hesse verheiratet.
Am 8. Juni 1965 verursachte Knötzsch unter Alkoholeinfluss stehend einen Verkehrsunfall, durch den die Schauspieler Günther Haack und Manfred Raasch ums Leben kamen, sowie die Schauspielerinnen Jutta Klöppel und Sylva Schüler verletzt wurden. Er wurde daraufhin zu einer Freiheitsstrafe von zwei Jahren verurteilt.

## Filmografie (Auswahl)
- 1956: Thomas Müntzer – Ein Film deutscher Geschichte
- 1959: Die Premiere fällt aus
- 1959: Spuk in Villa Sonnenschein (Fernsehfilm)
- 1960: Was wäre, wenn …?
- 1963: Die Glatzkopfbande
- 1963: Blaulicht: Heißes Geld
- 1964: Blaulicht: Freizügigkeitsverkehr
- 1964: Pension Boulanka
- 1968: Wege übers Land
- 1968: Abschied
- 1968: Treffpunkt Genf
- 1969: Rendezvous mit unbekannt
- 1971: KLK an PTX – Die Rote Kapelle
- 1971: Über ganz Spanien wolkenloser Himmel
- 1974: Hallo Taxi
- 1974: Polizeiruf 110: Das Inserat (Fernsehreihe)
- 1975: Polizeiruf 110: Das letzte Wochenende
- 1976: Polizeiruf 110: Der Fensterstecher
- 1976: Polizeiruf 110: Vorurteil?
- 1976: Nelken in Aspik
- 1977: Feuer unter Deck
- 1977: Polizeiruf 110: Trickbetrügerin gesucht
- 1979: Pinselheinrich (Fernsehfilm)
- 1978: Amor holt sich nasse Füße (Fernsehfilm)
- 1979: Polizeiruf 110: Barry schwieg
- 1980: Unser Mann ist König (TV-Mehrteiler)
- 1983: Es geht einer vor die Hunde (Fernsehfilm)
- 1985: Außenseiter
- 1985–1987: Sachsens Glanz und Preußens Gloria (TV-Mehrteiler)
- 1986: Polizeiruf 110: Parkplatz der Liebe
- 1986: Polizeiruf 110: Gier
- 1987: Polizeiruf 110: Der Tote zahlt
- 1988: Präriejäger in Mexiko
- 1989: Polizeiruf 110: Der Fund
- 1990: Polizeiruf 110: Zahltag

## Hörspiele
Regie
- 1959: Edith Mikeleitis: Sein bestes Bild (Hörspiel – Rundfunk der DDR)
- 1960: Gerhard Rentzsch: Altweibersommer (Rundfunk der DDR)
- 1961: Günter Koch/Manfred Uhlmann: Mordsache Brisson (Dokumentation – Rundfunk der DDR)
- 1961: Ludovit Fil'an: Und es werde Licht … (Hörspiel (2. Preis im internationalen Hörspielwettbewerb) – Rundfunk der DDR)
- 1962: Max Messer: Der Tod ist kein Geschäft (Hörspiel – Rundfunk der DDR)
- 1962: Günter Koch: Mord auf Bestellung (Hörspiel – Rundfunk der DDR)
- 1962: Friedrich Dürrenmatt: Die Panne (Hörspiel – Rundfunk der DDR)
- 1962: Karel Čapek: Ein Abend mit Karel Čapek (Hörspiel-Komödie – Rundfunk der DDR)
- 1963: Friedrich Wolf: John D. erobert die Welt (Hörspiel – Rundfunk der DDR)
- 1963: Alfred Döblin: Berlin Alexanderplatz (Hörspiel – Rundfunk der DDR)
- 1963: Alexander Ostrowski: Der Wald (Hörspiel – Rundfunk der DDR)
- 1963: Joachim Goll: Eine kleine Hausmusik (Hörspiel – Rundfunk der DDR)
- 1964: Jacques Constant: General Frederic (Hörspiel – Rundfunk der DDR)
- 1968: Hellmut Butterweck: Das Wunder von Wien (Hörspiel – Rundfunk der DDR)
- 1968: Vito Blasi/Anna-Luisa Meneghini: Eiertanz (Hörspiel – Rundfunk der DDR)
- 1968: Gerhard Rentzsch: Am Brunnen vor dem Tore (Hörspiel – Rundfunk der DDR)
- 1973: Georges Courteline: Der Stammgast (Hörspiel – Rundfunk der DDR)
- 1979: Horst Berensmeier: Lösegeld (Hörspiel – Rundfunk der DDR)
- 1980: Ottomar Lang: Wellermann machts möglich (Kriminalhörspiel/Kurzhörspiel – Rundfunk der DDR)
- 1986: Horst G. Essler: Paradies ohne Apfel (Kriminalhörspiel/Kurzhörspiel – Rundfunk der DDR)

Sprecher
- 1960: Rosel Willers: Gelegenheit macht Liebe – Regie: Werner Wieland (Hörspiel – Rundfunk der DDR)
- 1960: Anna und Friedrich Schlotterbeck: An der Fernverkehrsstraße 106 (Oberleutnant Rossbach) – Regie: Theodor Popp (Rundfunk der DDR)
- 1964: Martine Monod: Normandie-Njemen – Bearbeitung und Regie: Fritz Göhler (Kinderhörspiel – Rundfunk der DDR)
- 1965: Margarete Jehn: Der Bussard über uns (Unteroffizier) – Regie: Fritz Göhler (Hörspiel – Rundfunk der DDR)
- 1968: Day Keene/Warren Brand: Naked Fury – Nackte Gewalt (Bill Blythe) – Regie: Helmut Hellstorff (Kriminalhörspiel – Rundfunk der DDR)
- 1969: Fritz Selbmann: Ein weiter Weg – Regie: Fritz-Ernst Fechner (Hörspiel (8 Teile) – Rundfunk der DDR)
- 1969: Armin Müller: Gesichter – Regie: Wolfgang Brunecker (Hörspiel – Rundfunk der DDR)
- 1970: Finn Havrevold: Katastrophe (Beschwichtigende Stimme) – Regie: Helmut Hellstorff (Hörspiel – Rundfunk der DDR)
- 1970: Hans Pfeiffer: Identifizierung eines unbekannten Toten (Puhlmann) – Regie: Horst Liepach (Hörspiel – Rundfunk der DDR)
- 1972: Rolf Schneider: Einzug ins Schloß – Regie: Theodor Popp (Hörspiel – Rundfunk der DDR)
- 1972: Guy Foissy: Am Anfang der Reise – Regie: Peter Groeger (Hörspiel – Rundfunk der DDR)
- 1974: Jeremi Przybora: Die Dame und ihr Hündchen Tesoriono (Landwirtschaftsingenieur Kurzydlowski) – Regie: Helmut Hellstorff (Hörspiel – Rundfunk der DDR)
- 1976: Rodney David Wingfield: Auf Provisionsbasis (Merry) – Regie: Helmut Hellstorff (Kriminalhörspiel – Rundfunk der DDR)
- 1976: Hans Skirecki: Hinter Wittenberge (Dr. Hundertmark) – Regie: Barbara Plensat (Hörspiel – Rundfunk der DDR)
- 1977: Jan Eik: Ferien in Vitkevitz – Regie: Fritz-Ernst Fechner (Hörspiel – Rundfunk der DDR)
- 1979: Horst G. Essler: Roboter weinen nicht (Movales, Roboter) – Regie: Fritz-Ernst Fechner (Kriminalhörspiel – Rundfunk der DDR)